# Debut (album av Nils Janson)
Debut är ett musikalbum av Nils Janson som släpptes den 24 november 2008. Albumet är Nils första soloskiva och han arbetar på inspelningarna med Jonas Östholm piano, Nils Ölmedal kontrabas och Peter Danemo på trummor.

## Låtlista
1. Slow Party
2. Offline
3. Waste it
4. Waitng
5. Quick Song
6. To Little Too Late
7. Motståndaren
8. Low
9. Vena Cava Superior